# Mr. Double-It-Up
Mr. Double-It-Up, nota anche come Mr Double-It-Up o Mr Doubleitup è un brano composto da Richard Starkey, vero nome di Ringo Starr, Mark Hudson, Steve Dudas e Dean Grakal, registrato dal primo per il suo album Vertical Man del 1998, e mixata il 5 dicembre 1997 da Geoff Emerick, il quale era giunto a Los Angeles per realizzare il mixaggio dell'album il 30 del mese precedente. La canzone, assieme ad Everyday, Sometimes e Good News, non vennero incluse nell'LP, in quanto considerate come lati B di singoli. Solo per la prima questo avvenne: infatti, venne pubblicata sul singolo La De Da. Sia Everyday che Mr. Double-It-Up sono state incluse nell'edizione giapponese del CD, e l'ultima anche in quella tedesca. Le altre due non sono mai state pubblicate ufficialmente, escludendo un singolo ad edizione limitata contenente tre di questi inediti, distribuito dalla Best Buy in una quantità non superiore alle venti unità per negozio.
Il coautore Hudson ha ricordato che la canzone è un "Ringosismo", come ad esempio il titolo A Hard Day's Night. infatti, il primo chiese al batterista se fosse brano ad effettuare il raddoppio vocale; allora Starr risposte "Si, sono Mr. Dobule-It-Up", espressione che divenne il titolo del pezzo.